# 豌豆蛋白

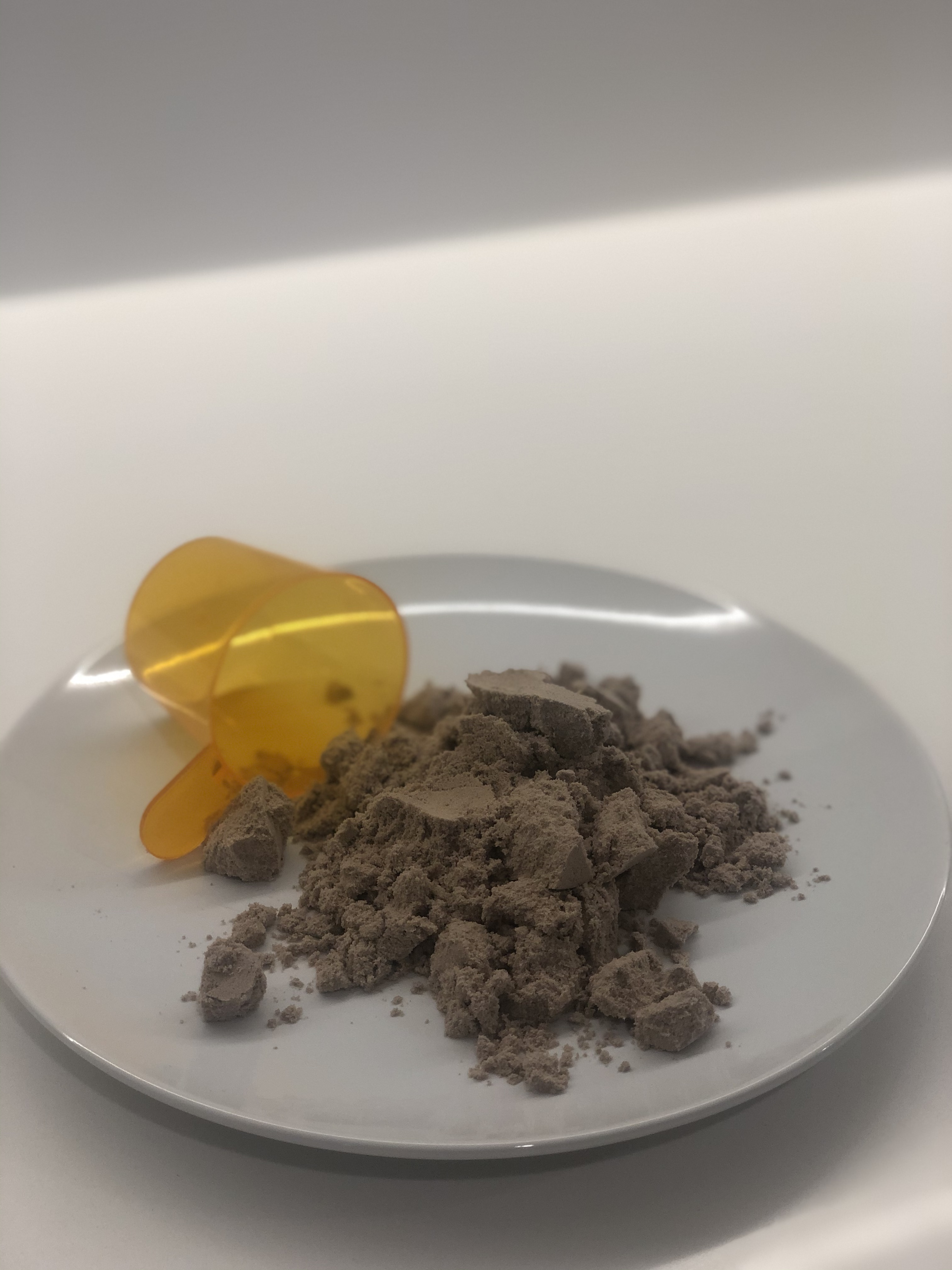
巧克力口味的豌豆蛋白

豌豆蛋白是一種從豌豆分離出的蛋白質原料，主要用來製作奶類替代食品，例如非奶製純素起司 和優格。 它主要是從黃色豌豆(學名Pisum sativum) 所萃取，並含有典型的豆類胺基酸。
不同種的豌豆株的會影響蛋白質的特性。 豌豆蛋白分離出的豆球蛋白，其特性有些類似於酪蛋白，因此豌豆蛋白製品常被用來替代乳清蛋白食品。 由於消費者對大豆製品可能為基因改造而有所顧慮，豌豆蛋白食品的有些行銷訴求就是用來取代大豆製品。

## 另見
- Edible protein per unit area of land
- Soy protein